# WD
WD is een historisch merk van motorfietsen.
De bedrijfsnaam was: Wartnaby & Draper, Coventry.
WD was een Engels merk dat vanaf ein 1911 voor die tijd moderne 496cc-eencilinders met eigen kop/zijklepmotoren bouwde. Ze waren zo modern omdat ze al een in het carter geplaatste tandwielpomp hadden voor de smering, terwijl handsmering nog gebruikelijk was. Ook het big-end lager en de zuigerpen werden onder druk gesmeerd. Bovendien had de motor een aparte, demontabele cilinderkop. Toch bestond het merk slechts tot in 1913.